# Trần Văn Nhuận
Trần Văn Nhuận là Trung tướng Công an nhân dân Việt Nam. Ông hiện là Phó Chủ tịch Hội Cựu Công an nhân dân Việt Nam. Ông từng giữ chức vụ Phó Tổng cục trưởng Tổng cục Chính trị Công an nhân dân, Bộ Công an Việt Nam, Vụ trưởng Vụ Tổ chức - cán bộ, Tổng cục Xây dựng lực lượng Công an nhân dân, Bộ Công an Việt Nam, Giám đốc Công an tỉnh Quảng Trị.

## Tiểu sử
Ông nguyên là Ủy viên thường vụ tỉnh ủy, Giám đốc Công an tỉnh Quảng Trị.
Tháng 7 năm 2007, ông là Đại tá Công an nhân dân Việt Nam, Vụ trưởng Vụ tổ chức cán bộ, Bộ Công an.
Tháng 4 năm 2009, Trần Văn Nhuận là Thiếu tướng Công an nhân dân Việt Nam, Vụ trưởng Vụ Tổ chức - cán bộ, Tổng cục Xây dựng lực lượng Công an nhân dân, Bộ Công an Việt Nam.
Từ tháng 10 năm 2010 đến tháng 8 năm 2012, Trần Văn Nhuận là Thiếu tướng Công an nhân dân Việt Nam, Phó Bí thư Đảng ủy, Phó Tổng cục trưởng Tổng cục Xây dựng lực lượng Công an nhân dân, Bộ Công an Việt Nam.
Từ tháng 1 năm 2013 đến tháng 11 năm 2015, Trần Văn Nhuận là Trung tướng Công an nhân dân Việt Nam, Phó Bí thư Đảng ủy, Phó Tổng cục trưởng Tổng cục Chính trị Công an nhân dân, Bộ Công an Việt Nam.
Ngày 17 tháng 8 năm 2023, Ông được bầu làm Phó Chủ tịch Hội Cựu Công an nhân dân Việt Nam nhiệm kỳ 2023-2028.

## Phong tặng

### Lịch sử thụ phong quân hàm
- Thiếu tướng Công an nhân dân Việt Nam (khoảng từ 7/2007 đến 4/2009)
- Trung tướng Công an nhân dân Việt Nam (khoảng từ 8/2012 đến 1/2013)

### Huân huy chương
- Huân chương Quân công hạng Ba (trao ngày 12 tháng 11 năm 2015)[11]